# ジッダ・メトロ
ジッダ・メトロ (アラビア語: مترو جدة、英語: Jeddah Metro) は、サウジアラビアのジッダで計画中の地下鉄である。現在は1-2%程度の公共交通機関の利用率を30%に引き上げることを目指している。

## 計画
ジッダ・メトロの建設計画は2013年3月に承認された。2014年、SYSTRAがプロジェクトエンジニアに選ばれた。ジッダ・メトロは2020年に開業予定である。
フォスター・アンド・パートナーズが駅・列車・ブランドのデザインを行っている。

## 路線
3つの路線が計画されており、第1段階ではキング・アブドゥルアズィーズ国際空港とプリンス・アブドゥッラー・アル・ファイサル・スタジアム、アル・ルワイス中心部からアル・コザムが建設される。
- 1線
- 2線
- 3線

路面電車も計画されている。